# Kerstin Hörlin-Holmquist
Kerstin Hörlin-Holmquist, folkbokförd Kerstin Margareta Hörlin-Holmqvist, ogift Hörlin, född 30 maj 1925 i Arvika, död 3 februari 1997 i Ängelholm
, var en svensk möbelformgivare. 
Hon var dotter till konstnären Tor Hörlin och Greta, ogift Andersson. Kerstin Hörlin-Holmquist bedrev studier i England 1945–1947, gick på Konstfack 1952 och startade egen verksamhet samma år. Hon arbetade med formgivning av möbler och inredningstextil för Nordiska Kompaniet (NK) 1952–1964, därefter för möbelindustrin, A&C collection i Kristianstad. Hon inredde bland annat Brukshotellet i Bofors och Hubert Humphrey Institute i Minneapolis. Hörlin-Holmquist är representerad vid bland annat Nationalmuseum i Stockholm.
Hon var från 1950 gift med fil. kand. Eric Holmquist (1920–1989), son till direktören Sven Holmquist och Lisa, ogift Sellfors.